# Plaspolder
De Plaspolder is ca. 16 hectare groot en ligt ingeklemd tussen de slaperdijk van de polder Oudendijk en het meertje Wijde Aa in Woubrugge in de Zuid-Hollandse gemeente Kaag en Braassem. Staatsbosbeheer is verantwoordelijk voor in beheer van het gebied. 
In de Plaspolder werden vroeger verscheidende gewassen gekweekt, later was dat voornamelijk bloembollen. In het kader van dijkverbetering werd na 2014 in opdracht van het Hoogheemraadschap van Rijnland de Plasdijk langs de Wijde Aa verbeterd. De grond daarvoor werd gevonden door in de polder brede watergangen met ecologisch ingerichte oevers te graven. Zo werd ruimte geschapen voor de ontwikkeling van een grotere biodiversiteit. Door onder andere de opslag van riet is een waardevol biotoop ontstaan voor moerasvogels en watervogels. De polder wordt pas na het broedseizoen gemaaid en ten gunste van de flora en fauna gebruikt men enkel natuurlijke ruige mest.
De Plaspolder ligt binnen Natuurnetwerk Nederland en heeft behalve als natuurreservaat ook een waterbergingsfunctie.